# Calliandra

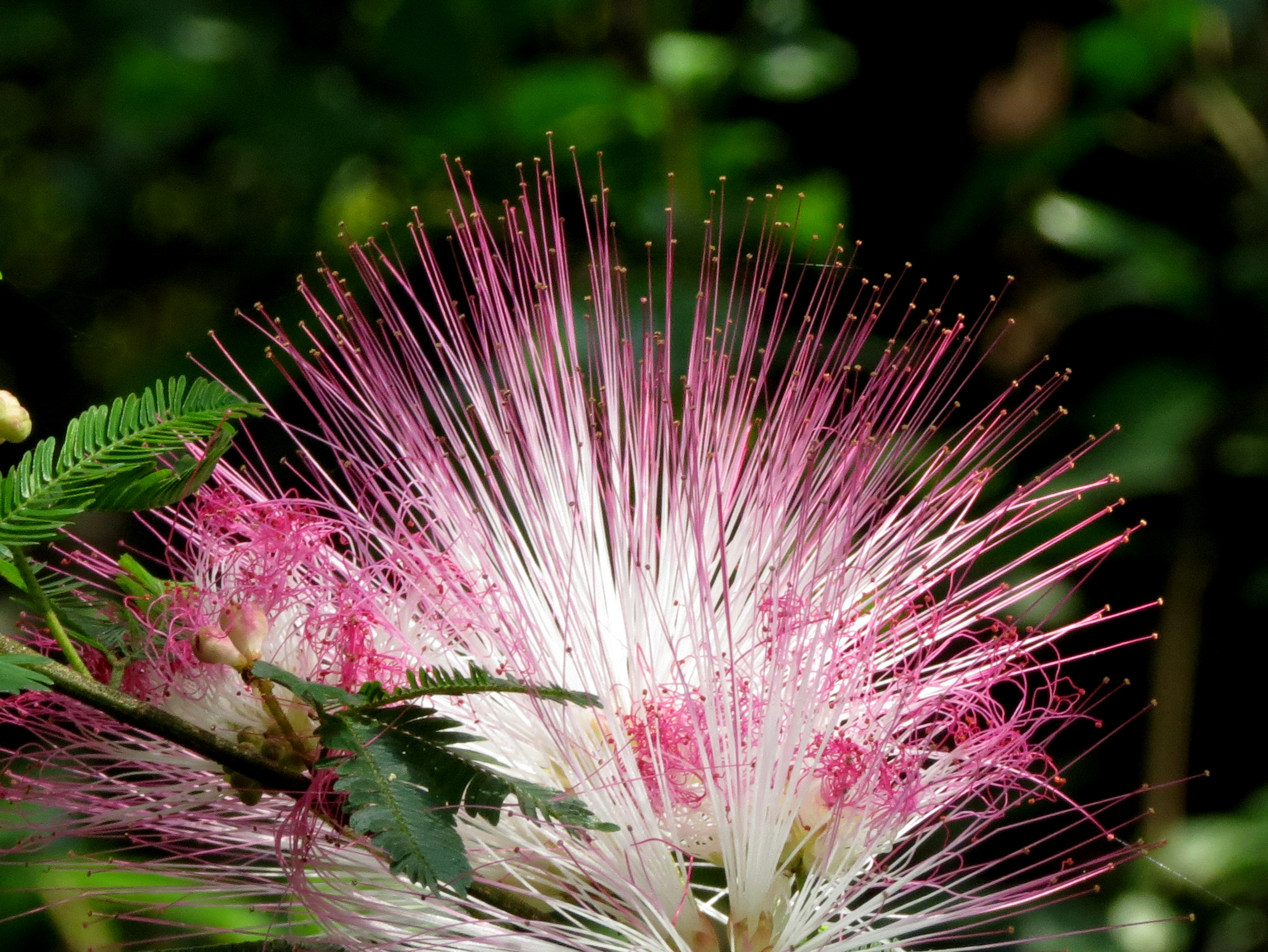
Calliandra brevipes

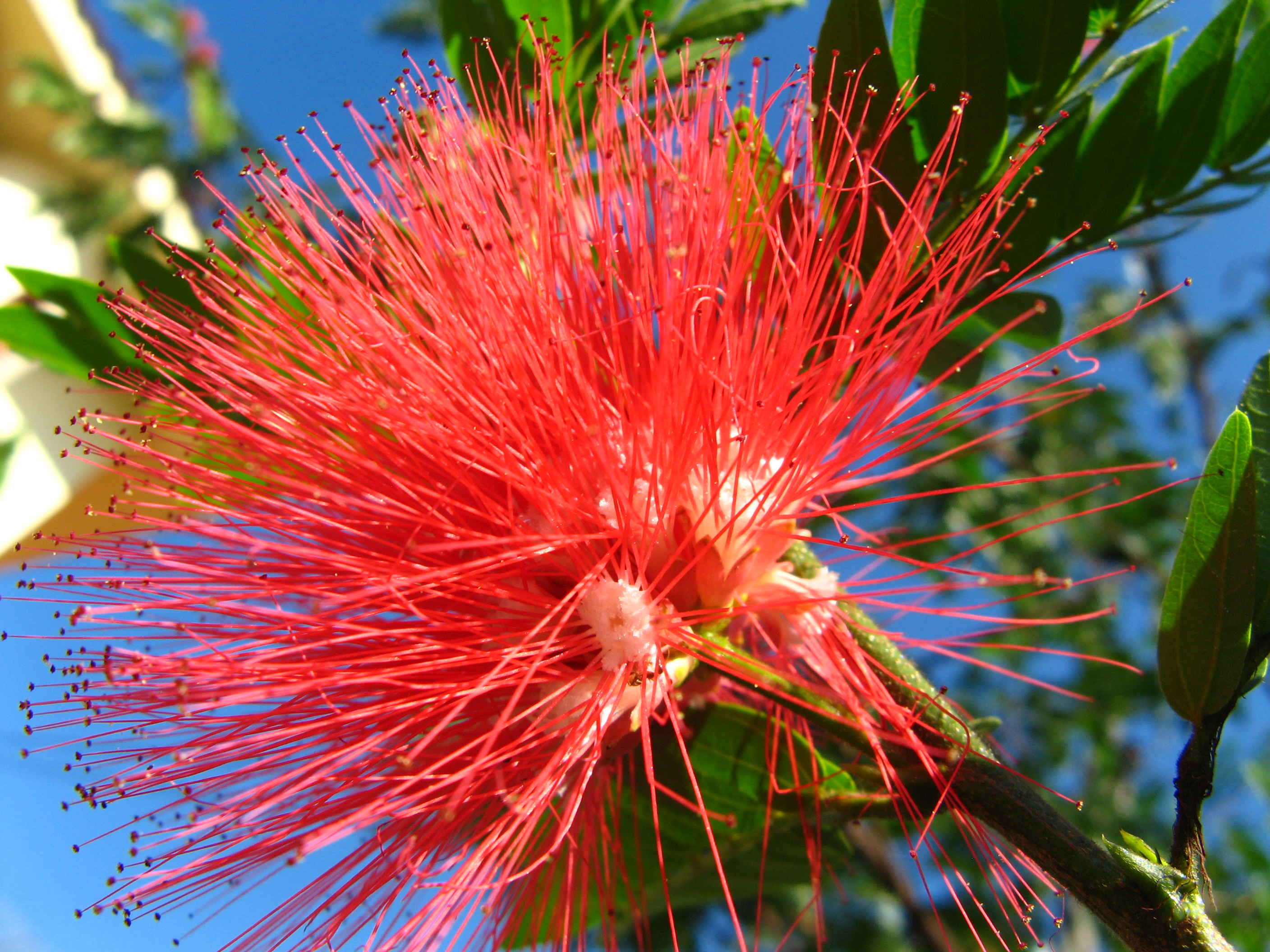
Calliandra dysantha

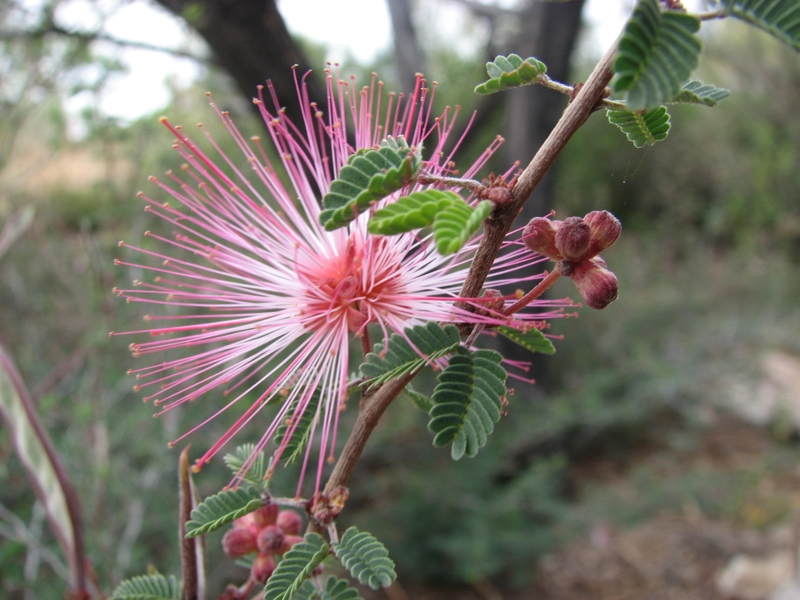
Calliandra eriophylla

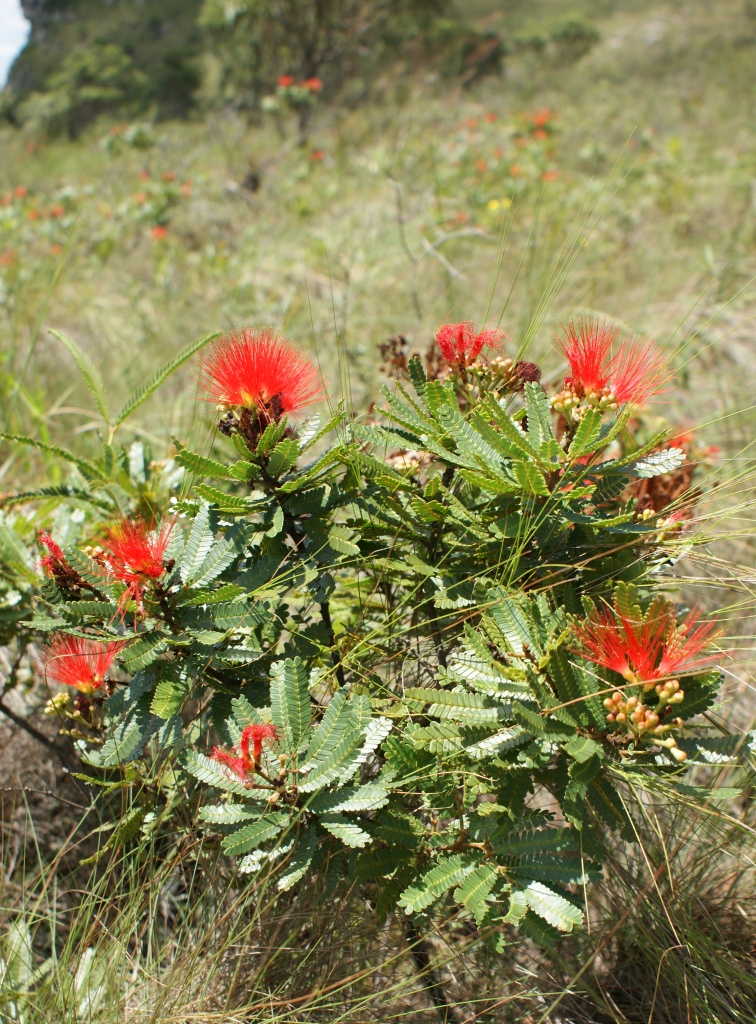
Calliandra mucugeana

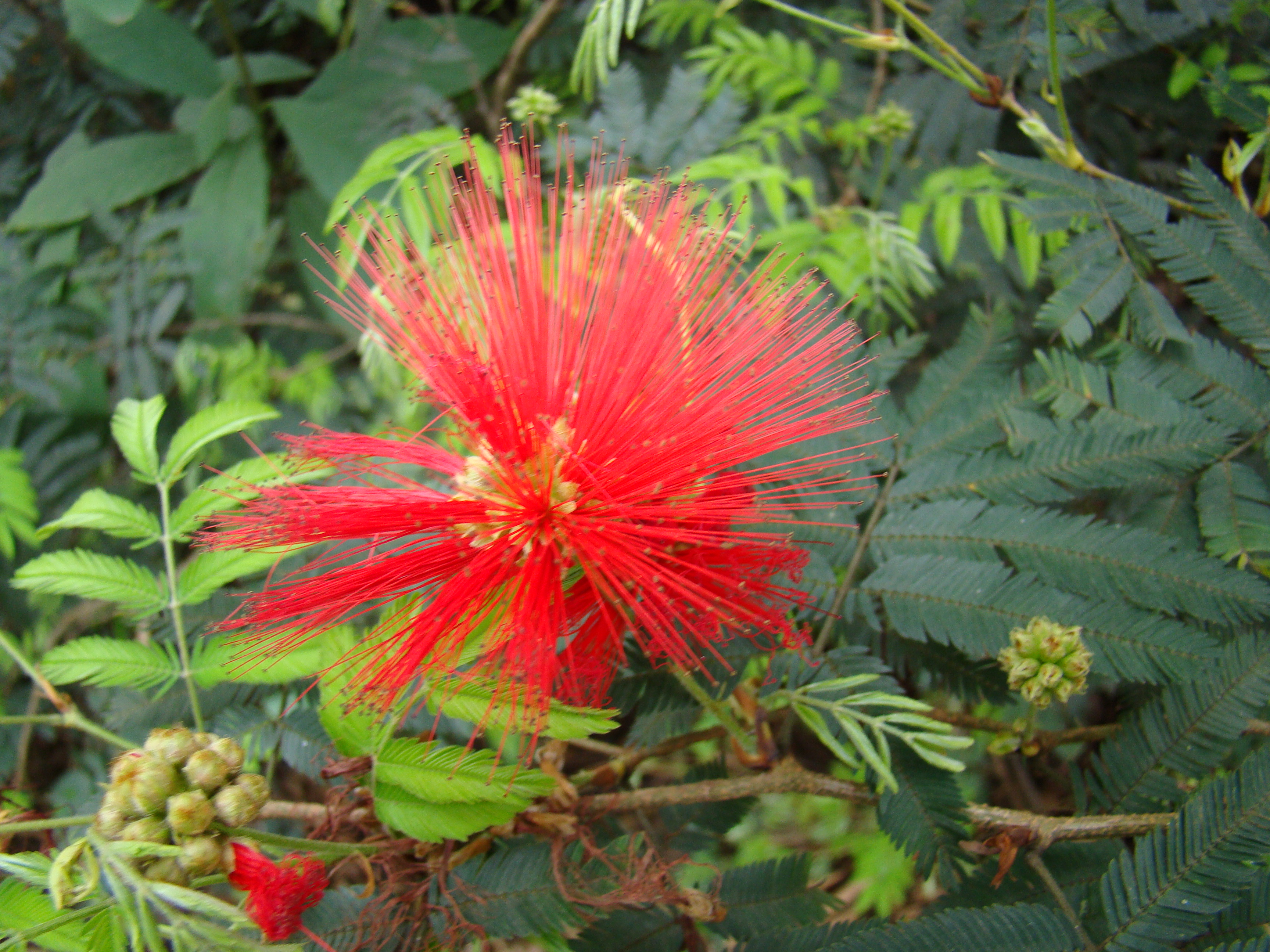
Calliandra tweedii

A Calliandra a hüvelyesek (Fabales) rendjébe, ezen belül a pillangósvirágúak (Fabaceae) családjába tartozó nemzetség.

## Előfordulásuk
A Calliandra növénynemzetség az Amerikákban őshonos. Az eredeti előfordulási területük az Amerikai Egyesült Államok déli egyharmadától és Kaliforniától kezdve, Közép-Amerikán és a Karib-térségen keresztül Argentína északi feléig tart. Dél-Amerikában, csak Patagóniában és az Andok délebbi kétharmadában hiányoznak; az USA-ban pedig Texastól keletre.
Floridába, Nyugat- és Kelet-Afrikába, Dél- és Délkelet-Ázsiába, valamint Ausztráliába az ember betelepítette egyes fajait.

## A fajcsoportjai
Az alábbi fajokat a következő 6 fajcsoportba sorolják be: Calliandra sect. Androcallis, Calliandra sect. Calliandra, Calliandra sect. Microcallis, Calliandra sect. Monticola, Calliandra sect. Septentrionales és Calliandra sect. Tsugoideae.

## Rendszerezés
A nemzetségbe az alábbi 145 faj és 1 hibrid tartozik:
- Calliandra aeschynomenoides Benth.
- Calliandra angustifolia Benth.
- Calliandra antioquiae Barneby
- Calliandra asplenioides (Nees) Renvoize
- Calliandra bahiana Renvoize
- Calliandra belizensis (Standl.) Standl.
- Calliandra bella (Spreng.) Benth.
- Calliandra biflora Tharp
- Calliandra bijuga Rose
- Calliandra blanchetii Benth.
- Calliandra bombycina Benth.
- Calliandra brenesii Standl.
- Calliandra brevicaulis Micheli
- Calliandra bromelioides E.R.Souza & L.P.Queiroz
- Calliandra caeciliae Harms
- Calliandra californica Benth.
- Calliandra calycina Benth.
- Calliandra carcerea Standl. & Steyerm.
- Calliandra carrascana Barneby
- Calliandra chilensis Benth.
- Calliandra chulumania Barneby
- Calliandra coccinea Renvoize
- Calliandra colimae Barneby
- Calliandra comosa (Sw.) Benth.
- Calliandra concinna Barneby
- Calliandra conferta Benth.
- Calliandra coriacea (Willd.) Benth.
- Calliandra crassipes Benth.
- Calliandra cruegeri Griseb.
- Calliandra cualensis H.M. Hern.
- Calliandra × cumbucana Renvoize
- Calliandra debilis Renvoize
- Calliandra depauperata Benth.
- Calliandra dolichopoda H.M. Hern.
- Calliandra duckei Barneby
- Calliandra dysantha Benth.
- Calliandra elegans Renvoize
- Calliandra enervis (Britton) Urb.
- Calliandra eriophylla Benth.
- Calliandra erubescens Renvoize
- Calliandra erythrocephala H.M.Hern. & M.Sousa
- Calliandra falcata Benth.
- Calliandra fasciculata Benth.
- Calliandra feioana Renvoize
- Calliandra fernandesii Barneby
- Calliandra foliolosa Benth.
- Calliandra fuscipila Harms
- Calliandra ganevii Barneby
- Calliandra gardneri Benth.
- Calliandra geraisensis E.R.Souza & L.P. Queiroz
- Calliandra germana Barneby
- Calliandra glaziovii Taub.
- Calliandra glomerulata H.Karst.
- Calliandra glyphoxylon Benth.
- Calliandra goldmanii Barneby
- Calliandra grandifolia P.H.Allen
- Calliandra guildingii Benth.
- Calliandra haematocephala Hassk.
- Calliandra haematomma (DC.) Benth.
- Calliandra harrisii (Lindl.) Benth.
- Calliandra hintonii Barneby
- Calliandra hirsuta (G.Don) Benth.
- Calliandra hirsuticaulis Harms
- Calliandra hirtiflora Benth.
- Calliandra houstoniana (Mill.) Standl.
- Calliandra humilis Benth.
- Calliandra hygrophila Mackinder & G.P.Lewis
- Calliandra hymenaeoides (Rich.) Benth.
- Calliandra iligna Barneby
- Calliandra imbricata E.R.Souza & L.P. Queiroz
- Calliandra imperialis Barneby
- Calliandra involuta Mackinder & G.P.Lewis
- Calliandra iselyi B.L.Turner
- Calliandra jariensis Barneby
- Calliandra juzepczukii Standl.
- Calliandra laevis Rose
- Calliandra lanata Benth.
- Calliandra laxa (Willd.) Benth.
- Calliandra leptopoda Benth.
- Calliandra lewisii E.R.Souza & L.P.Queiroz
- Calliandra linearis Benth.
- Calliandra lintea Barneby
- Calliandra longipedicellata (McVaugh) MacQueen & H.M. Hernández
- Calliandra longipes Benth.
- Calliandra longipinna Benth.
- Calliandra luetzelburgii Harms
- Calliandra macqqueenii Barneby
- Calliandra macrocalyx Harms
- Calliandra magdalenae (DC.) Benth.
- Calliandra mayana H.M.Hern.
- Calliandra medellinensis Britton & Rose ex Britton & Killip
- Calliandra molinae Standl.
- Calliandra mollissima (Humb. & Bonpl. ex Willd.) Benth.
- Calliandra mucugeana Renvoize
- Calliandra nebulosa Barneby
- Calliandra oroboensis E.R.Souza & L.P.Queiroz
- Calliandra paganuccii E.R.Souza
- Calliandra pakaraimensis R.S.Cowan
- Calliandra palmeri S.Watson
- Calliandra paniculata C.D.Adams
- Calliandra parviflora Benth.
- Calliandra parvifolia (Hook. & Arn.) Speg. vagy Barneby
- Calliandra pauciflora (A.Rich.) Griseb.
- Calliandra pedicellata Benth.
- Calliandra peninsularis Rose
- Calliandra physocalyx H.M.Hern. & M.Sousa
- Calliandra pilgeriana Harms
- Calliandra pittieri Standl.
- Calliandra pityophila Barneby
- Calliandra purdiei Benth.
- Calliandra purpurea (L.) Benth.
- Calliandra quetzal (Donn.Sm.) Donn.Sm.
- Calliandra renvoizeana Barneby
- Calliandra rhodocephala Donn.Sm.
- Calliandra ricoana H.M.Hern. & R.Duno
- Calliandra rigida Benth.
- Calliandra riparia Pittier
- Calliandra rubescens (M.Martens & Galeotti) Standl.
- Calliandra samik Barneby
- Calliandra santosiana Glaz. ex Barneby
- Calliandra seleri Harms
- Calliandra selloi (Spreng.) J.F.Macbr.
- Calliandra semisepulta Barneby
- Calliandra sesquipedalis McVaugh
- Calliandra sessilis Benth.
- Calliandra silvicola Taub.
- Calliandra sincorana Harms
- Calliandra spinosa Ducke
- Calliandra squarrosa Benth.
- Calliandra staminea (Thunb.) Barneby
- Calliandra stelligera Barneby
- Calliandra subspicata Benth.
- Calliandra surinamensis Benth.
- Calliandra taxifolia (Kunth) Benth.
- Calliandra tehuantepecensis (L.Rico & M.Sousa) E.R.Souza & L.P.Queiroz
- Calliandra tergemina (L.) Benth.
- Calliandra tolimensis Taub. ex Hieron.
- Calliandra trinervia Benth.
- Calliandra tsugoides R.S.Cowan
- Calliandra tumbeziana J.F.Macbr.
- Calliandra tweediei Benth.
- Calliandra ulei Harms
- Calliandra umbellifera Benth.
- Calliandra vaupesiana R.S.Cowan
- Calliandra virgata Benth.
- Calliandra viscidula Benth.